# Grotte Optimiste
La grotte Optimiste (en ukrainien : Оптимістична печера, transcription : Optymistytchna petchera) est une grotte de gypse située en Ukraine, dans l'oblast de Ternopil, sur le plateau de Podolie.  C'est la plus longue grotte d'Europe avec un développement de 264,576 kilomètres topographiés, ce qui en fait la sixième plus longue au monde, connue en 2022.

## Localisation
La grotte Optimiste est une grotte de gypse située en Ukraine, près du village de Korolivka (en), dans le raïon de Tchortkiv, oblast de Ternopil ; il est inclus dans le parc national du Dniestr inférieur.
Cette cavité est située dans la région historique de la Podolie, sur le plateau de Podolie, zone bien connue dans le monde spéléologique, puisqu'elle possède plus d'une centaine de grottes, parmi lesquelles la grotte Optimiste est la plus célèbre.

## Description

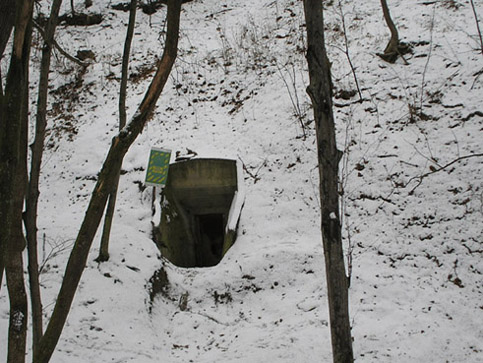
L'entrée de la grotte Optimiste sous la neige.

La grotte Optimiste est enregistrée dans le livre Guinness des records, en tant que la plus grande grotte de gypse, avec une longueur de 236 kilomètres. En 2005, un plan détaillé des conduits évaluait la distance de 230 kilomètres dont 214 kilomètres étudiés. La grotte Optimiste est également la plus grande grotte de gypse du monde.
La grotte Optimiste développe ses galeries sur plusieurs niveaux et sur une surface d'environ deux kilomètres carrés. L'épaisseur entre deux niveaux de galeries est parfois faible ; certains conduits sont obstrués par des éboulements ou de la boue. Le nombre de ramifications lui a valu le surnom de « grotte labyrinthe ».

## Historique
C'est en 1966, que le club de spéléologie de Lviv a commencé à étudier cette grotte, découverte fortuitement par l'ouverture d'une faille dans le gypse en raison d'un écoulement d'eau autour duquel les enfants du village voisin venaient jouer. Le club de spéléologie de Lviv, le « Cyclope » fut surnommé « Optimiste » par la population locale sceptique quant aux recherches entreprises par l'équipe de spéléologues. Quand l'exploration permit d'atteindre les 400 mètres de longueur, les spéléologues sondèrent la grotte et évaluèrent son développement à 3 kilomètres de long seulement. La grotte prit alors son nom d'Optimiste.
En 2007, la grotte Optimiste a été classée par les autorités ukrainiennes comme une des merveilles de l'Ukraine sous le numéro : 61-208-5039.

## Perspectives
L'étude et l'exploration de cette grotte continue, avec plus de cinquante expéditions effectuées jusqu'en 2015. La grotte Optimiste se trouve très proche de celle d'Ozernaya, la seizième plus grande grotte du monde avec ses 142 kilomètres de longueur ; cependant , en 2015, les deux grottes n'ont pas encore été reliées entre elles.